# Yártsevo
Yártsevo (del ruso: Я́рцево) es una ciudad de Rusia, capital del distrito homónimo en la óblast de Smolensk. Se localiza en el río Vop, 63 kilómetros al noreste de la capital regional Smolensk. Posee una población de 47 848 habitantes (2010); 52 617 (2002); 52 304 (1989).

## Historia
Se fundó sobre el pueblo de Yártsevo-Perevoz (Я́рцево-Перево́з) en 1859. Creció debido a la construcción de un molino de algodón en 1873. Más tarde se construyeron otras industrias como una fábrica de jabón, otra de ladrillos, un aserradero y una fundición. A Yártsevo se le concedió el estatus de ciudad en 1926. 

## Estado administrativo y municipal
Dentro del marco de divisiones administrativas, Yártsevo sirve como el centro administrativo del raión de Yártsevo. Como subdivisión municipal, Yártsevo es una de las entidades locales del citado raión municipal, cuyo territorio municipal incluye como pedanías tres despoblados.